# Пилур
Пилур (на албански: Pilur или Piluri) е село в Албания, в община Девол, част от административната област Корча.

## География
Селото е разположено в долината на река Девол, в североизточното подножие на планината Морава.

## История
Селото се споменава в османски дефтер от 1530 година като Пилури с 3 мюсюлмански ханета, 4 християнски ханета и 4 ергени християни.
На Етнографската карта на Битолския вилает на Картографския институт в София от 1901 година Пилур е чисто албанско мюсюлманско село в Корчанската каза на Корчанския санджак с 80 къщи.
До 2015 година селото е част от община Прогър.